# Maria-Carmen Terrasi
Maria-Carmen Terrasi, va nàixer el 4 de novembre de 1947 (72 anys) és una botànica, taxonomista, conservadora, i exploradora italiana.

## Carrera
El 1971, va obtenir la llicenciatura en Ciències Naturals per la Universitat de Catània, 110/110 cum laude .
Des de 1984, desenvolupa activitats acadèmiques i científiques en el Departament de Botànica, de la Universitat de Catània.
És autora en la identificació i nomenament de noves espècies, a l'abril del 2016, posseeix vint-registres d'espècies noves per a la ciència, especialment de la família de les apiáceas, i amb èmfasi dels gèneres Elaeoselinum, Allium, publicant-los habitualment en Candollea, Bocconea, Webbia (vegeu més avall el vincle a IPNI).

## Algunes publicacions
- giuseppina Bartolo, cristian Brullo, santa Pulvirenti, Antonio Scrugli, maria-carmen Terrasi, saverio D'Emerico. 2010. Advances in chromosomal studies in Neottieae (Orchidaceae): constitutive heterochromatin, chromosomal rearrangements and speciation. Caryologia 63 (2): 184-191 ISSN 0008-7114
- salvatore Brullo, gianpietro Giusso del Galdo, maria-carmen Terrasi. 2008. Allium aeginiense Brullo, Giusso & Terrasi (Alliaceae), une nouvelle espèce de Grèce. Candollea 63: 197-203. En inglés, resúmenes en inglés y francés.
- 2006. A new species of Oncostema (Hyacinthaceae) from Tunisia. Bocconea 19: 169 - 175. ISSN 1120-4060.
- anna Guglielmo, pietro Pavone, c. Salmeri, maria-carmen Terrasi. 2003. Three new species of Allium Sect. Codonoprasum from Greece. Pl. Biosyst. 137: 131-140.
- gianluigi Bacchetta, s. Brullo, maria-carmen Terrasi. 2003. A new species of Hypochaeris L. (Asteraceae, Cichorieae) from Sardinia. Willdenowia 33: 71-78. ISSN 0511-9618
- anna Guglielmo, maria-carmen Terrasi. 1998. Notes on Allium rhodopeum (Alliaceae), a negleted species from the E Mediterranean area. Pl. Biosyst. 132: 63-69.
- pietro Pavone, Fabrizio Scelsi, maria-carmen Terrasi. 1996. Cytotaxonomic consideration of Allium fuscum Waldst. et Kit. (Liliaceae), a critical species of the European flora. Folia Geobotanica 31 (4): 465 - 472.
- g. Majorana, pietro Pavone, maria-carmen Terrasi. 1977. Numeri cromosomici per la flora italiana: 283-298. Inform. Bot. Ital. 9: 40 - 55.
- maria Grillo, maria-carmen Terrasi. 1976. Ricerche fitosociologiche sui pascoli di Monte Lauro (Sicilia meridionale). Pubblicazioni dell'Istituto di botanica dell'Università di Catania. Ed. Tip. Ospizio di Beneficenza. 104 p.

## Honors

### Afiliacions
- Società Botanica Italiana.[6][7]